# The Suffering
The Suffering é um videogame de terror de tiro em primeira e terceira pessoa, desenvolvido pela Surreal Software e publicado pela Midway Games para PlayStation 2, Xbox e Microsoft Windows. A versão para PC foi publicada pela Encore na América do Norte e pela Zoo Digital Publishing na Europa. Um porte também foi planejado para o GameCube, mas foi cancelado. Em 2017, o jogo foi lançado no GOG.com pela Warner Bros. Interactive Entertainment, a atual proprietária do IP depois de adquirir os ativos da editora Midway Games após a falência desta última empresa em 2009.
The Suffering centra-se na história de Torque, um prisioneiro no corredor da morte por assassinar sua ex-mulher e dois filhos, um crime que ele não possui memória de ter cometido. Pouco depois de chegar à Penitenciária Estadual Abbot em Carnate Island, na costa de Maryland, um terremoto atinge a ilha, resultando na prisão sendo atacada por ameaças sobrenaturais do passado da ilha. Depois de ser libertado, Torque tenta abrir caminho para a liberdade enquanto enfrenta seus próprios demônios pessoais, enquanto tenta lembrar o que realmente aconteceu com sua família. O jogo apresenta três finais que dependem das escolhas de jogabilidade dos jogadores, cada um revelando uma versão diferente do assassinato da família de Torque.

## Sinopse
O jogo conta a história de Torque, um prisioneiro que está aguardando no corredor da morte por assassinar sua ex-mulher e dois filhos, um crime do qual ele alega ser inocente, dizendo que ele desmaiou e não consegue lembrar o que aconteceu. Logo depois que ele chega na Penitenciária do Estado fictício de Abbot, na ilha de Carnate, na costa de Maryland, um terremoto atinge a ilha, resultando na prisão sendo atacada por ameaças sobrenaturais incomuns. Então Torque precisa tentar lutar pela liberdade, enquanto também enfrenta os demônios dentro dele, e tentando lembrar o que realmente aconteceu com sua família.

## Enredo
O jogo começa quando Torque (que nunca fala) está sendo escoltado pelo CO Ernesto Alvarez (voz de Mark Dias) para o corredor da morte na Penitenciária Estadual Abbott, na ilha de Carnate, na costa de Maryland, uma ilha com uma longa e conturbada história. Torque foi condenado à morte por ter assassinado sua ex-mulher e seus dois filhos, embora ele afirme ter desmaiado durante o incidente e não se lembrar de nada. Pouco depois de entrar em sua cela, um terremoto sacode a prisão e, momentos depois, todos os presos no corredor da morte, exceto Torque, são mortos por criaturas estranhas. Uma das criaturas abre a cela de Torque e ele sai para escapar. Depois de ver vários guardas mortos pelas criaturas, Torque usa monitores de segurança para descobrir que toda a prisão está sob ataque. Ele então recebe um telefonema de sua esposa morta, Carmen (Rafeedah Keys), dizendo que a ilha é mais do que uma prisão, que traz o mal em todos e aconselhando-o a fugir o mais rápido
Descendo para o porão, ele logo encontra os espíritos de três dos ocupantes mais famosos de Abbot. Dr. Killjoy (dublado por John Armstrong) foi um psiquiatra / cirurgião que administrou um asilo de loucos na ilha nos anos 1920. Obcecado em descobrir o que está errado com o Torque, Killjoy aparece como uma imagem projetada de projetores de filme de 16 mm. Hermes T. Haight (John Patrick Lowrie) foi o carrasco em Abade por vinte e sete anos, antes de cometer suicídio na câmara de gás. Ele aparece como um vapor verde formado na forma de um humano. Hermes está determinado a impulsionar Torque a liberar o mal dentro dele. Horace P. Gauge (John Armstrong) era um preso que foi executado na cadeira elétrica por assassinar sua esposa durante uma visita conjugal. Cheio de culpa por suas ações, ele afirma que Carnate o levou até ele e quer ajudar Torque a perceber sua decência. Ele aparece na forma de eletricidade. Eles ensinam ao Torque como liberar a raiva dentro de si e se transformar em um poderoso monstro, embora a transformação seja apenas na mente de Torque.
Torque então encontra um companheiro de prisão, Dallas (Mark Berry), que ele conhece de sua prisão anterior, a Eastern Correctional Institution. Eles atravessam o bloco de celas do leste, onde Torque tem uma visão de Carmen, que explica por que ela o deixou; quando ele foi encarcerado pela segunda vez, ela sabia que precisava fazer uma mudança em sua vida. Torque e Dallas chegam ao compartimento de carga, e Torque segue para a sala de controle, abrindo as portas e permitindo que Dallas escape. No entanto, um incêndio é iniciado, impedindo que o Torque o siga. Ele então ouve um telefonema de Consuela Alvarez (Meg Savlov), esposa de Ernesto, pedindo a Ernesto para ligar para ela. Ela diz a ele que ela e as meninas estão bem, mas há um incêndio na floresta próxima se aproximando de sua casa.
Torque dirige-se para o bloco de celas ocidentais, onde tem outra visão de Carmen, dizendo-lhe que está grávida, mas está pedindo o divórcio. Torque dirige-se à sala de rádio, achando que o rádio está funcionando, mas algo do asilo está impedindo a comunicação com o continente. [29] Torque dirige-se para o asilo e encontra Killjoy, que está determinado a "curá-lo" usando sua "Máquina de Renascimento". Torque luta por uma série de testes feitos por Killjoy antes de destruir todos os seus projetores. Killjoy então diz a Torque para retornar à prisão, onde ele lhe dará seu diagnóstico.
Torque volta para Abbot pela praia, onde encontra Clem (Ross Douglas), um idoso preso que estava no meio de uma fuga quando o terremoto aconteceu. Clem tem um pequeno barco de uma pessoa pronto para navegar, mas precisa da ajuda do Torque lutando contra criaturas que saem de um navio negreiro antes que ele possa sair. Torque atira fogo no naufrágio, permitindo que Clem escape. Ele entra no sistema de esgoto de Abbot, onde ele encontra Horace, que lhe diz que Abbot quer sua alma. Ele então se dirige para a cadeira elétrica, destruindo-a e liberando o espírito de Horace. Voltando ao corredor da morte, ele encontra o diagnóstico de Killjoy, e depois retorna para a sala de rádio. Com sucesso enviando um sinal, ele descobre que um navio da Guarda Costeira está a caminho. No entanto, o farol de Carnate não está funcionando, e deve ser reativado antes que a embarcação possa se aproximar da ilha. Torque dirige-se para o farol, passando pelo antigo quartel militar, Fort Maleson. [35] No forte, ele encontra Hermes, que o força a lutar. Torque o derrota usando gás pressurizado para empurrar Hermes para uma fornalha. Ele continua até o farol, fora do qual ele conhece Ernesto Alverez, que está tentando encontrar sua família. Eles restauram a energia e reativam o farol, organizando o encontro com o navio no cais.
Eles então vão para a aldeia próxima para procurar a família de Alverez. O portão para a cidade está trancado, mas em troca de libertar sua alma, Horace o abre. Eles então encontram uma ponte quebrada, mas, impressionados com os esforços de Torque para matá-lo, Hermes os ajuda a atravessar. Como eles perto da aldeia, no entanto, eles são separados por um incêndio, e Alverez vai sozinho, dizendo Torque para chegar ao cais. Quando ele chega, ele encontra Killjoy, que diz a ele para se curar, ele deve enfrentar o que o espera, e só usando a Máquina de Renascimento ele pode derrotá-lo. Torque dirige-se para as docas onde encontra uma enorme criatura com uma versão em miniatura de si mesmo saindo de seu estômago. Torque luta e derrota a criatura, lembrando-se finalmente do que aconteceu com sua família; Eles foram assassinados por dois pistoleiros, um dos quais disse ao Torque "O Coronel envia seus cumprimentos. De volta ao Leste, ele avisou, mas você não ouviu. Ele disse para deixar você vivo. Somente você. Aproveite sua nova vida." O torque vai para as docas e é recolhido pela guarda costeira. No barco, o capitão o reconhece e revela que seu caso foi reaberto depois que o promotor foi indiciado, e Torque provavelmente terá um novo julgamento. O jogo termina com o barco partindo de Carnate.

## Personagens
- Torque - Protagonista do jogo, é o detento que deve enfrentar uma trama de mistérios envolvendo o assassinato de sua família e a história de Abbott, enquanto é desafiado por forças paranormais que aparentemente tem uma ligação com ele.
- Head Corrections Officer - Chefe dos guardas que tenta escapar com Torque da prisão mas morre eletrocultado. Ele aparenta ser uma pessoa ignorante e irritada.
- Dallas - Um dos amigos de Torque, ele o ajuda em uma parte do jogo para tentar libertar-se da prisão. Um detento chamado Byron, que é seu amigo, morre nas mãos de Dr. Killjoy fazendo com que ele deseje vingança. Ele foge da prisão enquanto Torque tem que ficar para enfrentar os terrores da ilha.
- Chico
- Luther
- Sergei
- Clem
- Jimmy
- Ernesto
- The Coast Guard
- Detentos
- Hawks
- Família de Torque

## Inimigos Comuns
Os monstros que aparecem no jogo são encarnações da crueldade e das mortes que aconteceram na ilha.
- Slayer - O monstro mais comum do jogo presente em todos os capítulos da história. São criaturas que representam a morte por decapitação. Seus corpos possuem vários cortes e no lugar de mãos e pernas, possuem lâminas que usam para atacar. Podem atacar tanto no chão quanto no teto, são muito ágeis e atacam quase sempre em grupos.
- Marksman - Um ser descomunal de aparência grotesca que representa os soldados que foram fuzilados durante a Segunda Guerra Mundial. Possui um enorme corcunda onde se encontram varios rifles que ele usa para fuzilar suas vítimas. Curiosamente seus olhos são vendados, porém isso não o impede de dar tiros certeiros.
- Mainliner - Representando todos os que morreram por Injeção Letal no Presídio. Essas criaturas possuem seringas espalhadas por todo o corpo. Atacam suas vítimas aremessando as seringas nas mesmas ou aplicando essas injeções a força, além de serem capazes de desaparecer no chão quando estão sob fogo inimigo. Deixam resíduos e vapor das injeções letais quando morrem.
- Noosemen - Conta-se que uma vez alguns detentos revoltaram-se contra um grupo de guardas, os enforcaram e os esfolaram. Graças a isso, nasceram os Noosemen, monstros que lembram um homem que foi enforcado e esfolado, assim como conta a lenda. Eles aparecem de grandes possas de sangue que estão no teto, agarrando e enforcando suas vítimas.
- Burrower - Em Carnate, muitos foram os que acabaram sendo enterrados vivos. Os Burrower representam todo o sofrimento que essas pessoas passaram. Eles se movimentam pelo subsolo e emergem somente para atacar suas vítimas com correntes que estão presas em seus corpos.
- Fester - Certa vez, um navio negreiro encalhou na ilha. Os escravos foram deixados no casco do navio pelos seus comerciantes. Incapazes de escapar a eles só restaram o destino de serem devorados vivos por ratos. O Fester é nada mais que a reencarnação dos comerciantes de escravos. Nesta forma, eles são forçados a viver de novo e de novo o destino que eles forçaram sobre os escravos indefesos. Eles são grandes e são imunes á balas, possuem uma enorme bola de aço nas mãos que usa para esmagar suas vítimas, mas caso elas estejam fora do seu alcance ele abre sua barriga de onde saltam varios ratos que explodem em contato com o alvo.
- Inferna Girls - No final dos anos 1600, três meninas fizeram acusações de bruxaria que levaram à morte incendiária de onze inocentes. Essas criaturas estão de algumas formas ligadas a essas meninas. Elas se movem rapidamente, deixando rastros de fogo por onde passam, alem de poderem surgir de quaisquer chamas que Torque possa vir a encontrar.Mas tem um detalhe, elas apenas te rodeiam e te cercam mas elas não te atacam diretamente

## Inimigos Notáveis
- Hargrave - Este C.O. maníaco é visto pela primeira vez executando alguns presos e depois matando dois que seriam resgatados por Torque. Ele diz ser um criador de um Armageddon na prisão por estar eliminando os presos e tem alguns guardas que o seguem sendo chato enfrentá-lo graças à sua arma e os reforços.
- Dr. Killjoy - Médico psicopáta de um sanatorio abandonado na ilha Carnate, aparece várias vezes durante o jogo como reprodução de um antigo projetor de cinema. Suas experiências com os pacientes, cujo resultado quase sempre era a morte, causou uma onda de medo pela região.
- Hermes T. Haight - Um dos carrascos de Abbot, ele sentia orgulho do seu trabalho e prazer em por fim á vida humana. Um dia decidiu "dar um passo adiante" e se suicidou na camara de gás. Como resultado, seu fantasma se manifesta no forma de um gás mortal. Ele é particularmente cruel e sadico, sempre tentando levar Torque para o lado negro.
- Unknown Fear - Pura manifestação do mal e ligado ao ocorrido com Torque. Pura massa de destruição e mal, carrega uma espécie de clone de Torque em sua cintura e possui ataque poderosos mas vulnerável ao raio do Dr. Killjoy para ressuscitar os mortos.

### Amigos
Horace P. Gauge - Inicialmente ele foi mandado para Carnate por uma acusação de agressão. Com o tempo ficou paranoico com o fato de não poder proteger sua esposa enquanto estivesse preso. Um dia, durante uma visita conjugal, ele a matou, sentindo que esse era o unico meio de protege-la do resto do mundo. Por causa desse acontecimento foi executado na cadeira elétrica. Ele não é necessariamente um inimigo, porque, apesar da eletricidade gerada pela sua manifestação poder ferir Torque, a sua única intenção é de ajudá-lo.

## Armas
- Shiv - Faca caseira muito popular em presídios. Rápida, porem não muito forte.
- Revolver - Usado pelos guardas no caso de algum detento tornar-se perigoso. Pode ser empunhada sozinha ou em par, alem de sua munição ser uma das mais fáceis de encontrar.
- Tommy Gun - Tem bom poder de fogo, alem de poder ser recarregada rapidamente. Apesar de não ser tão popular entre os guardas é, no entanto, uma arma fácil de achar.
- Shotgun - Altamente destrutiva, principalmente em tiros a queima roupa. Apesar disso quanto maior a distancia entre Torque e o oponente menor a eficácia da arma, alem de levar um grande tempo para ser recarregada.
- Fire Axe - Machado de incêndio usado geralmente em situações em que uma porta ou outra obstrução precisa ser removida rapidamente. Mais forte porem mais lento que o Shiv.
- Flamethrower - Um lança-chamas caseiro, feito com itens encontrados ao longo do jogo. Gasta munição rapidamente porem se mostra muito útil contra inimigos com fraqueza a fogo.
- Gonzogun - Uma arma especial, tem o forma de uma galinha e atira ovos explosivos, que podem destruir facilmente quase todos os inimigos do jogo.

## Explosivos
- Flashbang Grenades - Como propriamente dito, granadas que não matam mas cegam os inimigos temporariamente(você também se não jogar longe ou em um corpo próximo)
- TNT - Bananas de dinamite altamente potentes para causar grandes danos aos inimigos mas também são perigosas
- Molotov Cocktail - Com grande poder de queimar, é ótimo contra inimigos fortes como o Fester
- Granadas Explosivas - Mesma função do TNT

## Itens
- Xombium - Remédio para recuperação de energia quando estiver com ela baixa
- Flashlight - Lanterna muito útil em todo o jogo sendo a iluminação mais usada do jogo, suporta 9 baterias no máximo
- Flare - Iluminadores que são arremessados à distância mas são pouco usados por não serem carregáveis pelo ambiente
- Mapas - Ótimos para localização no ambiente e localidades importantes com armas e itens ou até as salas com visões.
- Files - Os documentos que descrevem tanto ambientes como inimigos.

## Capítulos do Jogo
- The Worst Place On Earth
- Descending
- Slumber Of The Dead
- Abbot Prision Blues
- No More Prisions
- I Can Sleep When I´m Dead
- Everything Beautiful Is Gone
- Darkest Night,Ertenal Blight
- Oblivion Regained
- You´ve Mistake Me For Someone Else
- Hate The Sin,Not The Sinner
- A Lonely Place To Die
- Dancing At The Dawn Of The Apocalypse
- Surfacing
- An Eye For An Eye Makes The Whole World
- Who Wants To Deny Forever?
- Death Be Not Proud
- Single Bullet Tque Whalter White heory
- And A Child Will Lead Them
- Last Breath Before Dying
- Wainting To Die